# 風雨操場 (電影)
《風雨操場》，是一部臺灣的賀歲片。1988年11月1日開鏡，1989年2月18日上映。李興文、張世、鄒琳琳、葉全真領銜主演。導演金鰲勳出身眷村，因此片中有些眷村的橋段改編自金鰲勳本人的經歷。

## 劇情
偉克、朱倫、馬桶和宋台生是經常一起打鬧玩耍的高中生。偉克為了負擔姊姊的醫藥費而必須每天放學後到工廠打工。偉克原本與同事金鈴互有好感，但是有次偉克向金鈴求歡遭拒後，偉克便轉而追求劉敏。劉敏也是朱倫、馬桶和宋台生的暗戀對象。當三人得知偉克也在追求劉敏時，對偉克極度不諒解。直到偉克的弟弟偉強被孔雀勒索、毆打，三人為了替偉克討回公道才又重修舊好。
偉克與孔雀兩派人馬一言不合打了起來，雙方紛紛掛彩。孔雀心有不甘，要偉強傳話給偉克，相約在大橋下談判。偉強打算做炸藥來對付孔雀，卻不慎炸傷自己。兩派人馬再度談判時，朱倫以假刺青謊稱自己是黑道分子，對孔雀及其同夥教訓了一番。孔雀回家向黑道父親告狀，黑道父親到朱倫家看見朱倫正在幫父親洗車，覺得朱倫很孝順，反而斥責了孔雀。
劉敏對偉克禮貌性的互動讓偉克誤以為已經追求成功而雀躍不已。後來偉克發現劉敏交了男友，仍不死心地去找劉敏。金鈴目睹兩人談話，傷心地辭掉工作，回到鄉下老家務農。偉克也為了聯考而辭掉工作。
畢業後，偉克考上私立大學，到鄉下找金鈴復合；朱倫考上官校，與蝌蚪交往；宋台生抽到海軍陸戰隊，當了班長；馬桶考上師範大學；劉敏嫁做人婦並經營一間超商。

## 人物角色
| 演員   | 角色   | 介紹                                                    |
| 李興文 | 林偉克 | 三年七班的學生。 與金鈴曖昧。喜歡劉敏。                 |
| 張世   | 朱倫   | 三年七班的學生。 經常捉弄曹蘭。喜歡劉敏。               |
| 鄒琳琳 | 劉敏   | 書局店員。相貌氣質出眾。                                |
| 葉全真 | 金鈴   | 偉克的同事。喜歡偉克。                                  |
| 屈中恆 | 馬桶   | 成功中學的學生。 學習成績很好。喜歡劉敏。               |
| 張立威 | 宋台生 | 三年七班的學生。喜歡劉敏。                              |
| 曹蘭   | 曹蘭   | 三年七班的班長。綽號「蝌蚪」。                          |
| 王美雪 |        | 三年七班的學生。曹蘭的好友。                            |
| 譚至剛 | 林偉強 | 國中生。 偉克異父異母的弟弟。 打麻將的高手。            |
| 邱淑宜 |        | 偉克的親姊姊。 被性侵後出現創傷後壓力症而必須住院療養。 |
| 黎漢持 |        | 偉克的親姊姊的男友。                                    |
| 李國麟 |        | 數學老師。                                              |
| 周棟宏 | 孔雀   | 三年十三班的流氓學生。                                  |
| 王星   |        | 三年十三班的流氓學生。 孔雀的同夥。                     |
| 顏振堯 |        | 三年十三班的流氓學生。 孔雀的同夥。                     |
| 王瑞   |        | 偉克的繼父                                              |
| 易虹   |        | 偉克的繼母                                              |
| 陳松勇 |        | 孔雀的爸爸。黑道分子。                                  |
| 林光寧 |        | 巡邏員警。                                              |
| 王宇   |        |                                                         |
| 孫曉威 |        |                                                         |
| 李惠   |        |                                                         |
| 薛漢   |        |                                                         |
| 張嘉泰 | 男教官 |                                                         |
| 陸舜耕 |        |                                                         |

## 主題曲
| 歌名             | 演唱者 | 作曲   | 作詞 | 編曲   |
| 像我們這樣的年紀 | 李鳳翔 | 剛澤斌 | 姚謙 | 剛澤斌 |

## 取景
- 臺中市私立青年高級中學[8]
- 臺北市立聯合醫院松德院區成癮防治科[9]
- 新北市私立南強高級工商職業學校
- 新榮書局

## 外部連結
- 台灣電影網上《風雨操場》的資料（繁體中文）
- 開眼電影網上《風雨操場》的資料（繁體中文）
- 豆瓣电影上《風雨操場》的資料 （简体中文）
- 时光网上《風雨操場》的資料（简体中文）
- 香港影庫上《風雨操場》的資料（繁體中文）
- 互联网电影数据库（IMDb）上《風雨操場》的资料（英文）